# 周家店镇
周家店镇，是中华人民共和国湖南省常德市鼎城区下辖的一个乡镇级行政单位。

## 行政区划
周家店镇下辖以下地区：
樊溪社区、建设社区、闵泉社区、连丰垸村、九岭村、恒丰垸村、天门岗村、黄公咀村、竹山咀村、金家挡村、娥公桥村、闵家桥村、天井村、大砖桥村、白鹤寺村、阳陂庵村、武岗寨村、柳溪湾村、团挡坪村、瓦屋挡村、熊家桥村、向家挡村、泉水村、岩桥村、新时堰村、鹤子山村、蜘蛛山村和太平寺村。